# Dipendenza da benzodiazepine
La dipendenza da benzodiazepine o disturbo da uso di benzodiazepine, definito anche uso improprio o abuso, è l'uso di benzodiazepine senza prescrizione medica, spesso per scopi ricreativi, che pone rischi di dipendenza, sindrome da astinenza e altri effetti a lungo termine. Le benzodiazepine sono i farmaci da prescrizione più comuni utilizzate in ambito ricreazionale: quando vengono utilizzate per scopo ricreativo sono generalmente assunte per via orale, ma a volte anche intranasale o endovenosa. L'uso ricreativo produce effetti simili a intossicazione da alcol.
Le benzodiazepine sono state usate sia per via orale, che per via endovenosa. Diverse benzodiazepine hanno differenti potenziali abusi: più rapido è l'aumento del livello plasmatico dopo l'ingestione, maggiore è l'effetto inebriante. La velocità di insorgenza d'azione di una particolare benzodiazepina correla bene con la 'popolarità' di quella sostanza di abuso.
Gli utilizzatori illeciti di benzodiazepine sono soliti prendere dosi più elevate di metadone, oltre a mostrare più comportamenti a rischio per l'HIV e l'HCV , un maggiore "policonsumo" di farmaci, livelli più elevati di psicopatologia e di malessere sociale. Tuttavia, lo studio limitato sugli effetti collaterali nei tossicodipendenti ha necessità di ulteriori ricerche per dimostrare se questo sia il risultato o la causa degli effetti.